# Silkeborgs sønner
Silkeborg Sønner (forkortet Sønnerne) er et dansk kajakpolohold fra Silkeborg.
Holdet har hjemsted i Silkeborg Kajakklub, hvor de træner på Gudenåen.
Sønnerne er en af de mest vindende danske hold, idet de har vundet det danske mesterskab i kajakpolo 10 gange, siden det første officielle DM blev afholdt i 1998. Holdets høje niveau har historisk set afspejlet sig i, at næsten alle i truppen på et tidspunkt har haft en tilknytning til enten u21- eller seniorlandsholdet.
Senest vandt de mesterskabet i 2024. Derudover er de desuden indehaver af rekorden for bedste placering til Champions League for et dansk klubhold.
Grundet Sønnernes høje niveau har flere spillere på holdet, samtidig med at de spiller for Silkeborgs Sønner, også spillet for andre udenlandske klubber. Jeppe Iversen og Jacob Iversen har begge spillet for hollandske Deventer. Både Mathias og Andreas har tidligere spillet for tyske ACC Hamborg og engelsk FOA Liverpool, med hvem de i 2024 vandt ECC, derudover har Mathias spillet for italienske Napoli.

## Nuværende spillertrup
Opdateret 11. februar 2025
| Nr. | Land     | Position | Spiller                      |
| --- | -------- | -------- | ---------------------------- |
| 1   | Danmark  |          | Jonas Seligmann              |
| 2   | Danmark  |          | Mathias Kløjgård Wellendorph |
| 3   | Danmark  |          | Viggo Villumsen              |
| 4   | Tyskland |          | Lucas Richter                |
| 5   | Danmark  |          | Jesper Pedersen              |
| 7   | Danmark  |          | Frederik Theilgaard          |
| 8   | Danmark  |          | Marius Larsen                |
| 9   | Danmark  |          | Andreas Iversen              |

## Resultater

### Titler Liga
- Danmarksmesterskabet
  - Vinder (10): 2010, 2011[2], 2013, 2014, 2017[5], 2018[6], 2021[7], 2022[8], 2023 og 2024.
- Göttingen international
  - Vinder (1): 2023